# 苏迈
苏迈（1059年—1119年），字伯达，苏轼长子，母亲王弗，北宋眉州眉山县（今四川省眉山市）人。

## 生平
苏迈生于眉山，苏轼因为乌台诗案入狱，苏迈与父亲随行。宋神宗元丰四年（1081年）苏迈中进士。元丰七年（1084年）授饶州（治在今江西鄱阳）德兴县尉。苏迈文章政事，有其父之风。苏轼贬到惠州，苏迈求朝廷派他为潮州安化县令，以便探望父亲。后来历任雄州防御推官，驾部员外郎。在官任上去世。弟弟苏迨、苏过。